# Вербічоара
Вербічоара (рум. Verbicioara) — село у повіті Долж в Румунії. Входить до складу комуни Вербіца.
Село розташоване на відстані 231 км на захід від Бухареста, 50 км на захід від Крайови.

## Населення
За даними перепису населення 2002 року у селі проживали 585 осіб, усі — румуни. Усі жителі села рідною мовою назвали румунську.